# 나타샤 크로네

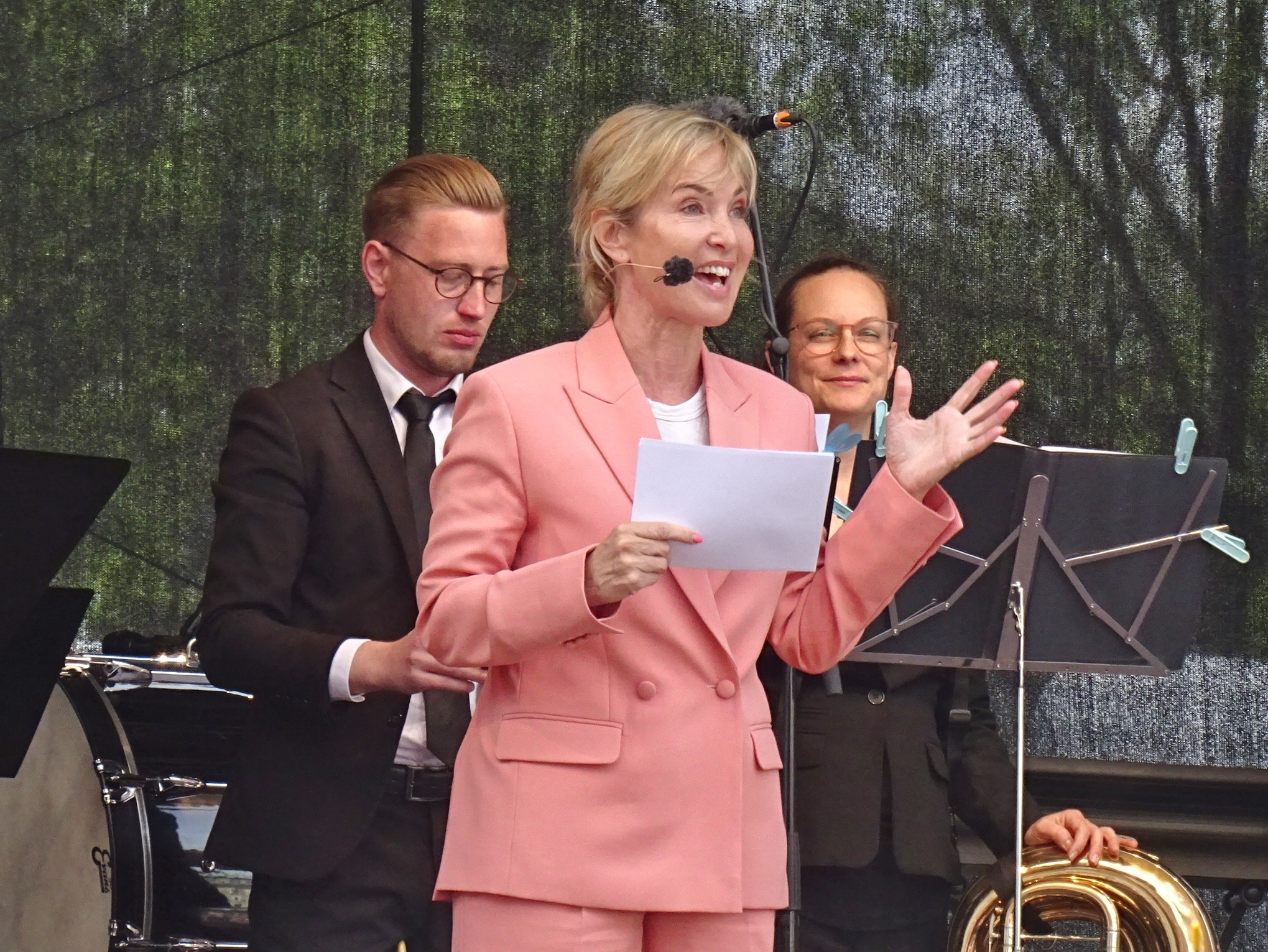

나타샤 크로네 바크(덴마크어: Natasja Crone Back, 1970년 7월 12일 ~ )는 덴마크의 텔레비전 관계자이다. 벨라루스계 유대인 혈통을 갖고 있으며 쇠렌 필마르크(Søren Pilmark)와 함께 덴마크 코펜하겐에서 열린 유로비전 송 콘테스트 2001의 진행자를 맡았다.